# St. Peter und Paul (Hattingen)

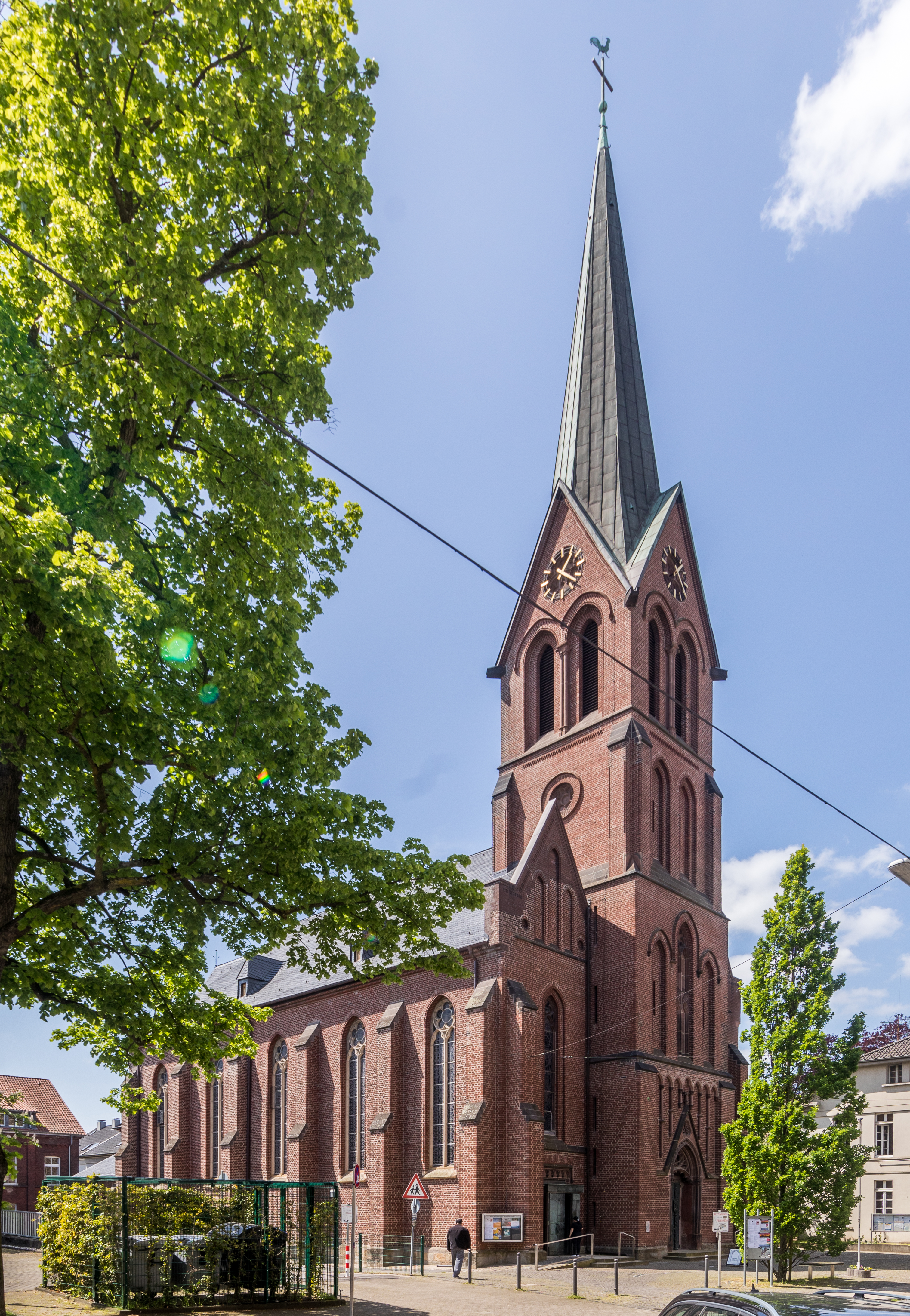
St. Peter und Paul

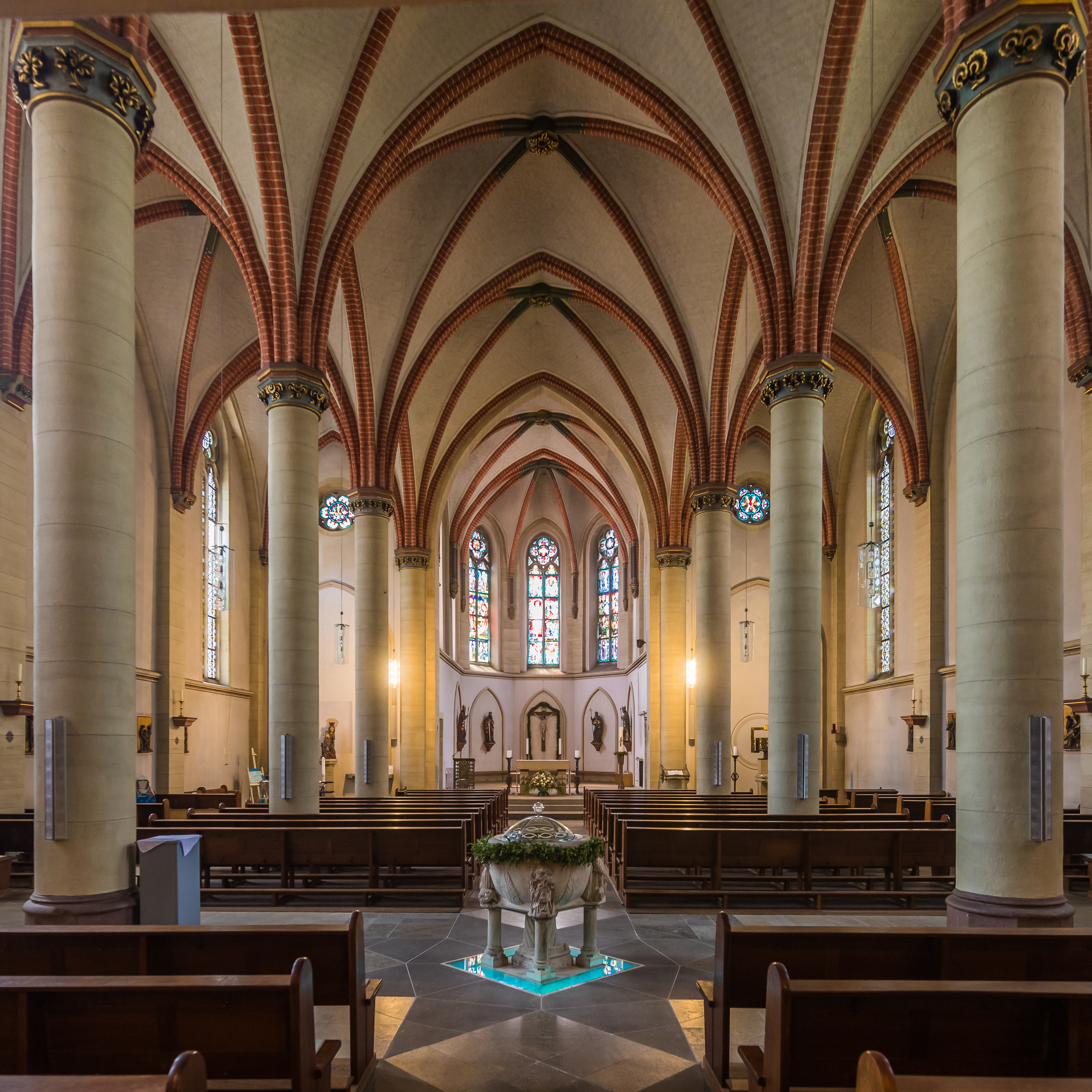
Innenraum

St. Peter und Paul ist eine denkmalgeschützte katholische Kirche in Hattingen im Ennepe-Ruhr-Kreis, Nordrhein-Westfalen. Sie liegt an der Bahnhofstraße 11 zwischen der Hattinger Altstadt und dem Bahnhof Hattingen.

## Geschichte
Die Kirche wurde von 1868 bis 1870 als neugotische Hallenkirche nach einem Entwurf von Gerhard August Fischer errichtet.
Damals gab es einen starken Zuzug von Menschen aus dem Osten, die Arbeit auf der neu errichteten Henrichshütte suchten. Damit wuchs die katholische Bevölkerung in Hattingen stark an. Die Ziegelsteine für den neugotischen Bau wurden direkt vor Ort gebrannt. Besonders wertvoll ist der Taufstein aus dem 16. Jahrhundert. Er stammt aus der St.-Georg-Kirche.
1917 wurden die Glocken eingeschmolzen. 1926 wurden neue Glocken beschafft. 1942 wurden die größeren Glocken erneut abgeseilt und weggeschafft.
Seit Oktober 2007 ist St. Peter und Paul Pfarrkirche der fusionierten katholischen Pfarrei St. Peter und Paul, die das gesamte Stadtgebiet umfasst. Die Pfarrgemeinde gehört zum Dekanat Hattingen/Schwelm des Bistums Essen.

## Kirchorte der Pfarrei St. Peter und Paul
Die Pfarrei St. Peter und Paul Hattingen, wie der Verbund auch genannt wird, umfasst folgende Kirchorte:
- Pfarrkirche St. Peter und Paul, Hattingen-Mitte
  - Filialkirche Heilig Geist, Hattingen-Winz-Baak
- Kirche St. Mariä Empfängnis, Hattingen-Bredenscheid (nicht mehr genutzt)
- Klosterkapelle, Hattingen-Bredenscheid
- Gemeindekirche St. Joseph, Hattingen-Welper
  - Filialkirche St. Johannes Baptist, Hattingen-Blankenstein
- Gemeindekirche St. Mauritius, Hattingen-Niederwenigern
  - Filialkirche St. Engelbert, Hattingen-Niederbonsfeld